# Кубок Лівонії з футболу
Кубок Лівонії з футболу (ест. Liivimaa karikas, латис. Livonijas Kauss) — міжнародний футбольний турнір, організований Естонською асоціацією футболу та Латвійською федерацією футболу. В змаганні беруть участь діючі переможці чемпіонатів Естонії (Мейстріліги) та Латвії (Вірсліги). Турнір створено 2003 року за ідеєю Естонської асоціації футболу.

## Результати
| Дата          | Переможець        | Рахунок           | Фіналіст            | Місце проведення          | Джерело |
| ------------- | ----------------- | ----------------- | ------------------- | ------------------------- | ------- |
| 4 січня 2003  | «Сконто» (Рига)   | 2:2, за пен. 10:9 | «Флора» (Таллінн)   | Сконто халле, Рига        | [ 1 ]   |
| 2 січня 2004  | «Сконто» (Рига)   | 3:3, за пен. 4:3  | «Флора» (Таллінн)   | Сконто халле, Рига        | [ 2 ]   |
| 9 січня 2005  | «Сконто» (Рига)   | 4:3               | «Левадія» (Таллінн) | Сконто халле, Рига        | [ 3 ]   |
| 12 січня 2008 | ФК «Вентспілс»    | 2:2, за пен. 4:3  | «Левадія» (Таллінн) | Сконто халле, Рига        | [ 4 ]   |
| 29 січня 2011 | «Флора» (Таллінн) | 2:0               | «Сконто» (Рига)     | Сконто халле, Рига        | [ 5 ]   |
| 4 лютого 2018 | «Флора» (Таллінн) | 2:0               | «Спартакс» (Юрмала) | Критий манеж ЕФА, Таллінн | [ 6 ]   |
| 29 січня 2023 | «Флора» (Таллінн) | 2:0               | «Валмієра»          | Критий манеж ЕФА, Таллінн | [ 7 ]   |

## Учасники
| Команда             | Участь |
| ------------------- | ------ |
| «Валмієра»          | 1      |
| ФК «Вентспілс»      | 1      |
| «Левадія» (Таллінн) | 2      |
| «Сконто» (Рига)     | 4      |
| «Спартакс» (Юрмала) | 1      |
| «Флора» (Таллінн)   | 5      |

## Переможці

### За клубами
| Команда             | Перемоги | Фінали | Роки перемог     | Роки фіналів |
| ------------------- | -------- | ------ | ---------------- | ------------ |
| «Валмієра»          | 0        | 1      |                  | 2023         |
| ФК «Вентспілс»      | 1        | 0      | 2008             |              |
| «Левадія» (Таллінн) | 0        | 2      |                  | 2005, 2008   |
| «Сконто» (Рига)     | 3        | 1      | 2003, 2004, 2005 | 2011         |
| «Спартакс» (Юрмала) | 0        | 1      |                  | 2018         |
| «Флора» (Таллінн)   | 3        | 2      | 2011, 2018, 2023 | 2003, 2004   |

### За країнами
| Країна  | Перемоги |
| ------- | -------- |
| Латвія  | 4        |
| Естонія | 3        |